# Лудогорець
Професійний футбо́льний клуб «Лудого́рець» Ра́зград (болг. Професионален футболен клуб «Лудогорец» Разград) — болгарський футбольний клуб з Разграда. Заснований 2001 року. 12-разовий чемпіон Болгарії. Нині виступає у Групі А чемпіонату Болгарії.

## Назви клубу
- «Людогоріє» (2001—2002)
- «Разград 2000» (2002—2010)
- «Лудогорець» (з 2010)

## Історія

Стара емблема

Клуб було засновано 18 червня 2001 року під назвою «Людогоріє» Александром Александровим та Владіміром Дімітровим. Спочатку команда грала на обласному рівні чемпіонату Болгарії, але згодом розвинулася. У 2007 році клуб виграє обласний чемпіонат і переходить до третього дивізіону болгарського чемпіонату: Групи В. У першому ж сезоні болгарські «орли» здобули срібні медалі, але до наступного дивізіону не потрапили. Тільки через три роки клубу вдалося досягти своєї мети — біло-зелені потрапили до групи Б. Того ж року власником клубу стає розградський підприємець, Кіріл Домусчієв. Перше завдання, яке поставив новий господар — вийти у престижний дивізіон. Для досягнення потрібно було, окрім багатьох невирішених питань, провести добру «селекційну політику». Новому власнику це вдалося — у 2011 році до клубу приєдналися зокрема, Светослав Дяков, француз, Александр Барт. В сезонах 2016/2017—2017/2018 та з сезону 2021/2022 в складі «Лудогорця» виступає український захисник Ігор Пластун, а в сезоні 2017/2018 «орли» викупили у луганської «Зорі» контракт бразильського захисника Рафаела Форстера.

## Основний склад
Станом на 22 жовтня 2024
| №  | Поз. | Нац.       | Гравець                  |
| -- | ---- | ---------- | ------------------------ |
| 1  | ВР   | Нідерланди | Серджио Падт             |
| 3  | ЗХ   | Болгарія   | Антон Недялков (капітан) |
| 4  | ЗХ   | Португалія | Дініш Алмейда            |
| 5  | ЗХ   | Болгарія   | Георгій Терзієв          |
| 6  | ПЗ   | Польща     | Якуб Пйотровський        |
| 7  | НП   | Бразилія   | Рік                      |
| 8  | ПЗ   | Болгарія   | Тодор Неделев            |
| 9  | НП   | Швейцарія  | Квадво Дуа               |
| 10 | НП   | Аргентина  | Матіас Тіссера           |
| 11 | НП   | Бразилія   | Кайо Відаль              |
| 12 | НП   | Бразилія   | Руан Круз                |
| 14 | ЗХ   | Ізраїль    | Денні Гроппер            |
| 15 | ЗХ   | Швеція     | Едвін Куртулуш           |
| 16 | ЗХ   | Норвегія   | Аслак Вітрю              |

| №  | Поз. | Нац.       | Гравець          |
| -- | ---- | ---------- | ---------------- |
| 17 | ЗХ   | Іспанія    | Сон              |
| 18 | ПЗ   | Болгарія   | Івайло Чочев     |
| 19 | НП   | Болгарія   | Георгі Русев     |
| 20 | ПЗ   | Гвінея     | Агібу Камара     |
| 23 | ПЗ   | Кабо-Верде | Дерой Дуарте     |
| 24 | ЗХ   | Бенін      | Олів'є Вердон    |
| 30 | ПЗ   | Бразилія   | Педро Нарессі    |
| 37 | НП   | Гана       | Бернард Текпетей |
| 39 | ВР   | Німеччина  | Хендрік Бонманн  |
| 67 | ВР   | Болгарія   | Дам'ян Христов   |
| 77 | НП   | Бразилія   | Ерік Маркус      |
| 82 | ПЗ   | Болгарія   | Іван Йорданов    |
| 90 | НП   | Болгарія   | Спас Делев       |

## Досягнення
- Чемпіонат Болгарії:
  -  Чемпіон Болгарії (14): 2011-12, 2012-13, 2013-14, 2014-15, 2015-16, 2016-17, 2017-18, 2018-19, 2019-20, 2020-21, 2021-22, 2022-23, 2023-24, 2024-25.
  -  Срібний призер (1): 2006-07
- Кубок Болгарії:
  -  Володар (4): 2011-12, 2013-14, 2022-23, 2024-25
- Суперкубок Болгарії:
  -  Володар (8): 2012, 2014, 2018, 2019, 2021, 2022, 2023, 2024
  -  Фіналіст (4): 2013, 2015, 2017, 2020
- Друга ліга
  -  Переможець Групи Б (1): 2011

## Виступи у єврокубкових турнірах
| Сезон   | Турнір              | Раунд       | Команда-суперник        | Вдома | На виїзді | Сумарно        |
| ------- | ------------------- | ----------- | ----------------------- | ----- | --------- | -------------- |
| 2012—13 | Ліга чемпіонів УЄФА | 2Q          | «Динамо» Загреб         | 1-1   | 2-3       | 3-4            |
| 2013—14 | Ліга чемпіонів УЄФА | 2Q          | «Слован» Братислава     | 3-0   | 1-2       | 4-2            |
| 2013—14 | Ліга чемпіонів УЄФА | 3Q          | «Партизан» Белград      | 2-1   | 1-0       | 3-1            |
| 2013—14 | Ліга чемпіонів УЄФА | PO          | «Базель»                | 2-4   | 0-2       | 2-6            |
| 2013—14 | Ліга Європи УЄФА    | Група B     | ПСВ                     | 2-0   | 2-0       | 1-ше місце     |
| 2013—14 | Ліга Європи УЄФА    | Група B     | «Динамо» Загреб         | 3-0   | 2-1       | 1-ше місце     |
| 2013—14 | Ліга Європи УЄФА    | Група B     | «Чорноморець» Одеса     | 1-1   | 1-0       | 1-ше місце     |
| 2013—14 | Ліга Європи УЄФА    | 1/16 фіналу | «Лаціо» Рим             | 3-3   | 1-0       | 4-3            |
| 2013—14 | Ліга Європи УЄФА    | 1/8 фіналу  | «Валенсія»              | 0-3   | 0-1       | 0-4            |
| 2014—15 | Ліга чемпіонів УЄФА | 2Q          | «Ф91 Дюделанж»          | 4–0   | 1–1       | 5–1            |
| 2014—15 | Ліга чемпіонів УЄФА | 3Q          | «Партизан» Белград      | 0–0   | 2–2       | 2–2 (ч)        |
| 2014—15 | Ліга чемпіонів УЄФА | Плей-оф     | «Стяуа» Бухарест        | 1–0   | 0–1       | 1–1 (6–5 пен.) |
| 2014—15 | Ліга чемпіонів УЄФА | Група B     | «Реал Мадрид»           | 1–2   | 0–4       | 4-те місце     |
| 2014—15 | Ліга чемпіонів УЄФА | Група B     | «Базель»                | 1–0   | 0–4       | 4-те місце     |
| 2014—15 | Ліга чемпіонів УЄФА | Група B     | «Ліверпуль»             | 2–2   | 1–2       | 4-те місце     |
| 2015—16 | Ліга чемпіонів УЄФА | 2Q          | «Мілсамі» Оргіїв        | 0–1   | 1–2       | 1–3            |
| 2016—17 | Ліга чемпіонів УЄФА | 2Q          | «Младость» Подгориця    | 2–0   | 3–0       | 5–0            |
| 2016—17 | Ліга чемпіонів УЄФА | 3Q          | «Црвена Звезда» Белград | 2–2   | 4–2 дч    | 6–4            |
| 2016—17 | Ліга чемпіонів УЄФА | Плей-оф     | «Вікторія»              | 2–0   | 2–2       | 4–2            |
| 2016—17 | Ліга чемпіонів УЄФА | Група А     | Базель                  | 0–0   | 1–1       | 3-тє місце     |
| 2016—17 | Ліга чемпіонів УЄФА | Група А     | ПСЖ                     | 1–3   | 2–2       | 3-тє місце     |
| 2016—17 | Ліга чемпіонів УЄФА | Група А     | Арсенал                 | 2–3   | 0–6       | 3-тє місце     |
| 2016—17 | Ліга Європи УЄФА    | 1/16 фіналу | Копенгаген              | 1–2   | 0–0       | 1–2            |
| 2017–18 | Ліга чемпіонів УЄФА | 2Q          | Жальгіріс (Вільнюс)     | 4–1   | 1–2       | 5–3            |
| 2017–18 | Ліга чемпіонів УЄФА | 3Q          | Хапоель (Беер-Шева)     | 3–1   | 0–2       | 3–3 (ч)        |
| 2017–18 | Ліга Європи УЄФА    | Плей-оф     | Судува                  | 2–0   | 0-0       | 2–0            |
| 2017–18 | Ліга Європи УЄФА    | Група C     | Брага                   | 1–1   | 2–0       | 2 місце        |
| 2017–18 | Ліга Європи УЄФА    | Група C     | Гоффенгайм 1899         | 2–1   | 1–1       | 2 місце        |
| 2017–18 | Ліга Європи УЄФА    | Група C     | Істанбул Башакшехір     | 1–2   | 0–0       | 2 місце        |
| 2017–18 | Ліга Європи УЄФА    | 1/16 фіналу | Мілан                   | 0–3   | 0–1       | 0–4            |
| 2018–19 | Ліга чемпіонів УЄФА | 1Q          | Крузейдерс              | 7–0   | 2–0       | 9–0            |
| 2018–19 | Ліга чемпіонів УЄФА | 2Q          | Ференцварош             | 0–0   | 0–1       | 0–1            |
| 2018–19 | Ліга Європи УЄФА    | 3Q          | Зрінськи                | 1–0   | 1–1       | 2–1            |
| 2018–19 | Ліга Європи УЄФА    | PO          | Торпедо (Кутаїсі)       | 4–0   | 1–0       | 5–0            |
| 2018–19 | Ліга Європи УЄФА    | Група A     | Баєр 04                 | 2–3   | 1–1       | 4 місце        |
| 2018–19 | Ліга Європи УЄФА    | Група A     | Цюрих                   | 1–1   | 0–1       | 4 місце        |
| 2018–19 | Ліга Європи УЄФА    | Група A     | АЕК (Ларнака)           | 0–0   | 1–1       | 4 місце        |
| 2019–20 | Ліга чемпіонів УЄФА | 1Q          | Ференцварош             | 2–3   | 1–2       | 3–5            |
| 2019–20 | Ліга Європи УЄФА    | 2Q          | Валюр                   | 4–0   | 1–1       | 5–1            |
| 2019–20 | Ліга Європи УЄФА    | 3Q          | Нью-Сейнтс              | 5–0   | 4–0       | 9–0            |

## Відомі гравці
- Урош Голубович
- Младен Кашчелан
- Деніслав Александров
- Ігор Пластун
- Юре Травнер

## Тренери
- Івайло Петев (2010—2013)
- Стойчо Стоєв (2013—2014)
- Георгі Дерменджиєв (2014—2015)
- Бруно Рібейро (2015)
- Едуард Ераносян (2015)
- Георгі Дерменджиєв (2015—2017)
- Димитр Димитров (2017—2018)
- Пауло Аутуорі (2018)
- Станіслав Генчев (2019) (в.о.)
- Павел Врба (2020)
- Станіслав Генчев (2020—2021) (в.о.)
- Вальдас Дамбраускас (2021)
- Станіслав Генчев (2021) (в.о.)
- Анте Шимунджа (з 03.01.2022)